# Antonio Battaglia
Antonio Félix Battaglia Dáscoli (Buenos Aires,  Argentina - León, México) fue un futbolista argentino naturalizado mexicano que jugó de defensa central.

## Trayectoria
Nació en el barrio de Floresta, para ser más preciso en Parque Avellaneda y falleció el 29 de octubre de 2011 en León, México. Fue jugador del Club Atlético Vélez Sarsfield a los 5 años y a los 11 comenzó jugando en la 6.ª. División. Debutó en la Primera división con el Club Atlético Vélez Sarsfield a los 21 años. Con la selección de fútbol de Argentina hizo varios viajes. Fue comprado por el Boca Juniors cuando tenía 23 años, pero una lesión hizo que no se le renovara el contrato.

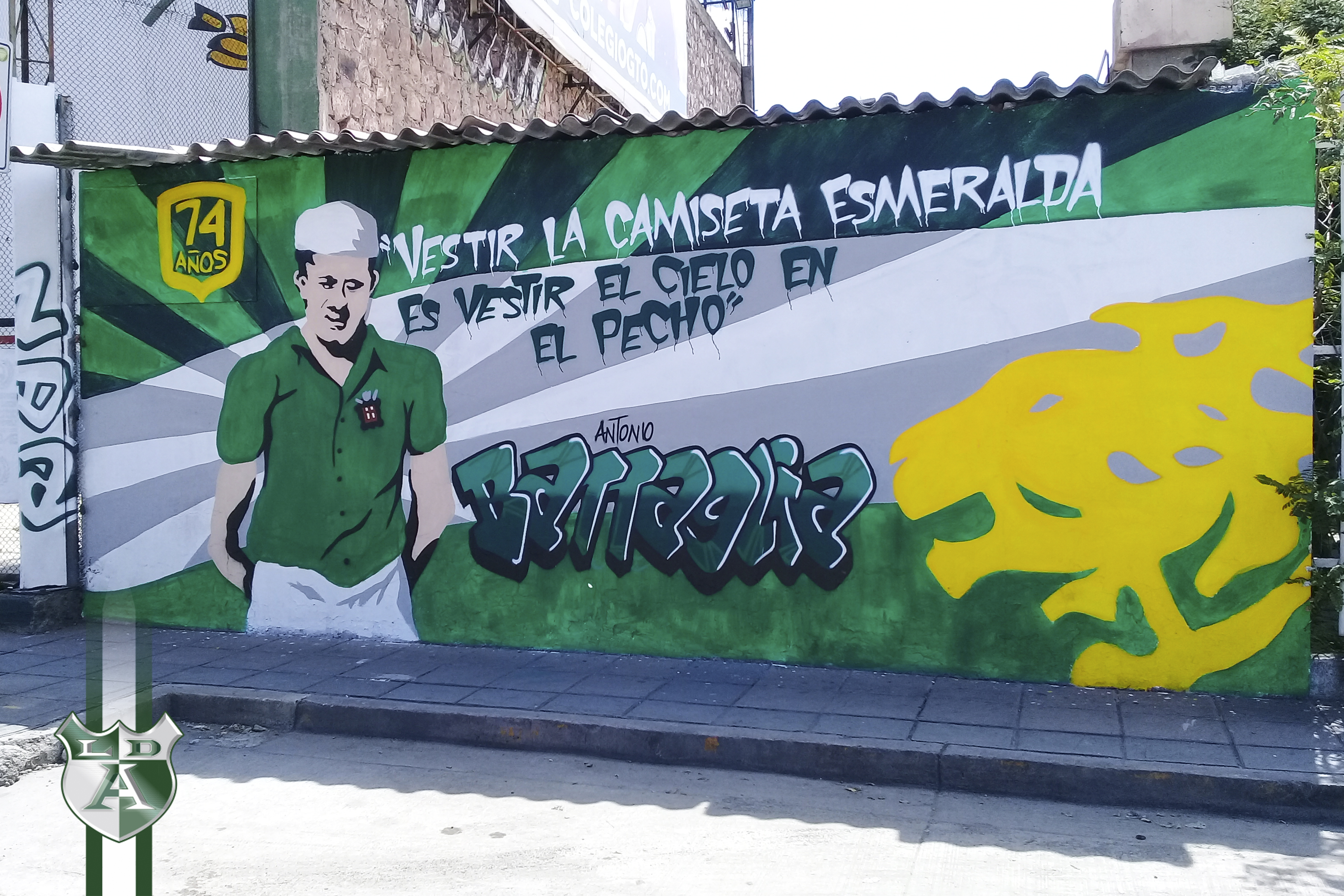
Homenaje de la hinchada en León, México.

Fue comprado por el Atlanta y dos años después José Miguel Noguera lo llevó al Club León en 1944 junto a Marcos Aurelio, Miguel Rugilo y Ángel "Che" Fernández. Debutó con el León el 20 de agosto de 1944, en un partido contra el Club de Fútbol Atlante que terminó con victoria de 5 a 2. Participó en la selección de fútbol de México jugó el Campeonato Panamericano de Fútbol de 1952. Se retiró a los 35 años de edad.
Luego de su retiro, tomó el curso de entrenador, donde llegó a dirigir profesionalmente al Alfonso Ugarte de Perú en la década de los setenta.

## Clubes como futbolista
| Club            | País      | Año         |
| --------------- | --------- | ----------- |
| Vélez Sarsfield | Argentina | 1939 - 1941 |
| Boca Juniors    | Argentina | 1941        |
| Atlanta         | Argentina | 1942 - 1943 |
| Club León       | México    | 1944 - 1952 |

## Palmarés
| Título                     | Club      | País   | Año     |
| -------------------------- | --------- | ------ | ------- |
| Primera división de México | Club León | México | 1947-48 |
| Campeón de Campeones       | Club León | México | 1948    |
| Primera división de México | Club León | México | 1948-49 |
| Copa México                | Club León | México | 1949    |
| Campeón de Campeones       | Club León | México | 1949    |
| Campeonísimo               | Club León | México | 1949    |
| Primera división de México | Club León | México | 1951–52 |